# Maoricrater explorata
Maoricrater explorata är en snäckart som först beskrevs av Dell 1953.  Maoricrater explorata ingår i släktet Maoricrater och familjen Lepetidae. Inga underarter finns listade i Catalogue of Life.